# Marmara Ereğlisi
Marmara Ereğlisi (literalment "Ereğli de la Màrmara") és una ciutat de Turquia a la província de Tekirdağ cap del districte homònim, a la regió de la Màrmara. Està a uns 30 km a l'est de Tekirdağ, i 90 km a l'oest d'Istanbul, en un cap de la mar de Màrmara. La ciutat rep aquest nom per diferenciar-la de dues altres ciutats que també duen el mot Ereğli: Karadeniz Ereğli, o Ereğli de la mar Negra, a la costa d'aquesta mar, i Konya Ereğli prop de Konya a Anatòlia. Avui està dedicada principalment al turisme; l'activitat portuària és rellevant amb dos ports naturals i tres de petits.

## Història
Heraclea de Perint o Perint (en llatí Perinthus, en grec antic Πέρινθος) era una ciutat grega de Tràcia a la Propòntida, a uns 30 km a l'oest de Selímbria i quasi cent km a l'oest de Bizanci. Era a una petita península a la badia del seu mateix nom i va ser construïda com un amfiteatre, al declivi del turó, segons Diodor de Sicília. Era a la costa nord del Mar de Màrmara (Propòntida).
Segons Marcià d'Heraclea era una colònia de Samos, i segons Jordi Sincel es va fundar l'any 599 aC, però altres autors pensen que era anterior, i que s'hauria fundat a la mateixa època que Samotràcia, cap a l'any 1000 aC. El seu primer nom hauria estat Migdònia segons diu Joan Tzetzes, i més tard, cap al final de l'Imperi (no abans del segle iv) es va dir Heraclea (anomenada normalment Heraclea de Tràcia o Heraclea de Perint). A la regió, els grecs l'anomenaven Perint (Perinthos).
El 340 aC va presentar ferotge resistència a Filip V de Macedònia, segons diu Plutarc. Va guanyar molta importància i fins i tot, per ser un port i un centre de comunicacions per on passaven moltes vies principals, va ser considerada més important que Bizanci que havia estat quasi destruïda. En aquest temps es va fundar el bisbat, del que va dependre Bizanci. Va tenir inicialment cinc seus sufragànies que van arribar a ser 17.
Al segle vi Justinià va restaurar els aqüeductes i un antic palau imperial. Va seguir en mans dels romans d'Orient fins al segle xiii en què va passar als otomans; en aquell moment el bisbat tenia sis seus sufragànies. Les ruïnes de l'antiga ciutat són al cap, prop de la ciutat moderna.